# 金岩
金岩（1988年6月25日—），网名艺能人金广发，男，生于北京，海派相声创始人、上海品欢相声会馆创始人。

## 生平
金岩1988年生于北京，自幼学习漫才和相声，后师从相声演员李立山。毕业于蒙特利尔艺术学院，年少居住在上海广州，之后组织上海相声大会，常年在各大剧场演出。同邓涛创办品欢相声会馆，是“海派相声”的创始人。

## 金广发宇宙
自2019年末，金岩团队在Bilibili等平台陆续发布一系列短视频，被网友称为“金广发宇宙”。这些视频形式复古，内容荒诞、无厘头、抽象，引起网络热议。该系列包括：92特大相亲实录、都市传说、法、里の世界、私家观察、元祖·肉艳、都市传说、今日睇真D、金广发·纪实、金广发·讲堂、金广危机一发、究极动物、居家观察、梨园·唇、拳皇·金广发、温情惧场、找着你、症能量、智人大冲浪等。